# Ишгль
Ишгль (нем. Ischgl) — горнолыжный курорт в Австрии, в федеральной земле Тироль.
Ишгль находится на границе Австрии и Швейцарии. Со швейцарской стороны располагается курорт Замнаун, в который можно попасть «не снимая лыж».
Входит в состав округа Ландек. Площадь общины составляет 103,34 км², население — 1564 человека (1 января 2021), плотность населения — 16 чел./км². Официальный код — 70608.

## Склоны, трассы, подъёмники
Зона катания — 1400—2864 м
Перепад высот — 1464 м
Общая протяженность трасс — 235 км
Синие трассы (для начинающих) — 48 км
Красные трассы (средней сложности) — 148 км
Черные трассы (сложные) — 27 км
Лыжные маршруты — 12 км
Подъёмники — 40
Кресельные — 23
Бугельные — 12
Гондольные — 3
Фуникулеры — 2
Трассы для беговых лыж — 50 км
Фан-парк, хафпайп
Площадь искусственного заснеживания — 10 %
Самая длинная трасса 11 км (Greitspitz — Ischgl Dorf)

## Население
| Год  | Численность |
| ---- | ----------- |
| 1869 | 687         |
| 1889 | 703         |
| 1890 | 664         |
| 1900 | 661         |
| 1910 | 680         |
| 1923 | 662         |
| 1934 | 688         |
| 1939 | 765         |
| 1951 | 817         |
| 1961 | 854         |
| 1971 | 1018        |
| 1981 | 1136        |
| 1991 | 1280        |
| 2001 | 1489        |
| 2011 | 1540        |
| 2021 | 1564        |

## Политическая ситуация
Бургомистр коммуны — Эрвин Цимаролли по результатам выборов 2004 года.
Совет представителей коммуны (нем. Gemeinderat) состоит из 13 мест.
- местный список: 5 мест.
- местный список: 3 места.
- местный блок: 3 места.
- Партия Die jungen Ischgler занимает 2 места.